# Pieprznikowate
Pieprznikowate (Cantharellaceae J. Schröt.) – rodzina grzybów znajdująca się w rzędzie pieprznikowców (Cantharellales). 

## Systematyka
Pozycja według Index Fungorum: Cantharellales, Incertae sedis, Agaricomycetes, Agaricomycotina, Basidiomycota, Fungi.
Do rodziny tej należały m.in. takie rodzaje, jak Cantharellus (pieprznik), Craterellus (lejkowiec), Pseudocraterellus (lejkowniczek). W wyniku badań filogenetycznych zostały one przeniesione do rodziny kolczakowatych (Hydnaceae). W XI edycji Dictionary of the Fungi do rodziny Cantharellaceae należą już tylko dwa rodzaje: 
- Ceratella (Quél.) Bigeard & H. Guill.1913
- Cystidiodendron Rick 1943
- Notihydnum F. Muell. 1881